# Earophila fennokarelica
Earophila fennokarelica là một loài bướm đêm trong họ Geometridae.